# پارک ملی بوندالا
پارک ملی بوندالا (به لاتین: Bundala National Park) یک پارک ملی و ذخیره‌گاه زیست‌کره در سری‌لانکا است که در ناحیه هامبانتوتا واقع شده‌است.